# Rue des Maraîchers
La rue des Maraîchers est une voie du 20e arrondissement de Paris.

## Situation et accès
La rue des Maraîchers est une voie publique située dans le 20e arrondissement de Paris, dans le quartier de Charonne. Elle débute au 38-87, cours de Vincennes et se termine au 112, rue des Pyrénées. Elle a une longueur de 1 090 mètres pour une largeur comprise entre 8 et 20 mètres.
| Les voies rencontrées sont côté est : - la rue de Lagny - la rue Philidor - la rue des Grands-Champs - la rue du Volga - la rue d'Avron - la rue de la Croix-Saint-Simon - la rue des Orteaux - la rue du Clos | et côté ouest : - la rue de Lagny - la rue de la Plaine - la rue des Grands-Champs - la rue du Volga - la rue d'Avron - la rue des Orteaux - la rue des Haies |

La rue des Maraîchers est accessible par la ligne de métro 9 à la station Maraîchers.

## Origine du nom
Elle porte ce nom car elle était entourée, jadis, par des jardins maraîchers. 

## Historique
Cette voie de l'ancienne commune de Charonne, résulte de la fusion en 1869 de :
- la « rue du Chemin-de-Fer » entre la rue d'Avron et la rue des Pyrénées. Cette voie était anciennement dénommée « rue de la Voie-Neuve » entre les rues d'Avron et des Haies et « ruelle des Bosquets » entre les rues des Haies et des Pyrénées.  Cette partie est tracée sur le plan de Roussel de 1730 ;
- la « rue des Quatre-Jardiniers » entre le cours de Vincennes et la rue d'Avron. Lors de son ouverture, cette partie a absorbé le passage Lée.

Classées dans la voirie parisienne par le décret du 23 mai 1863, ces deux voies sont réunies sous la dénomination actuelle par un arrêté du 3 septembre 1869.
La rue servait de délimitation de la ZAC Saint-Blaise.

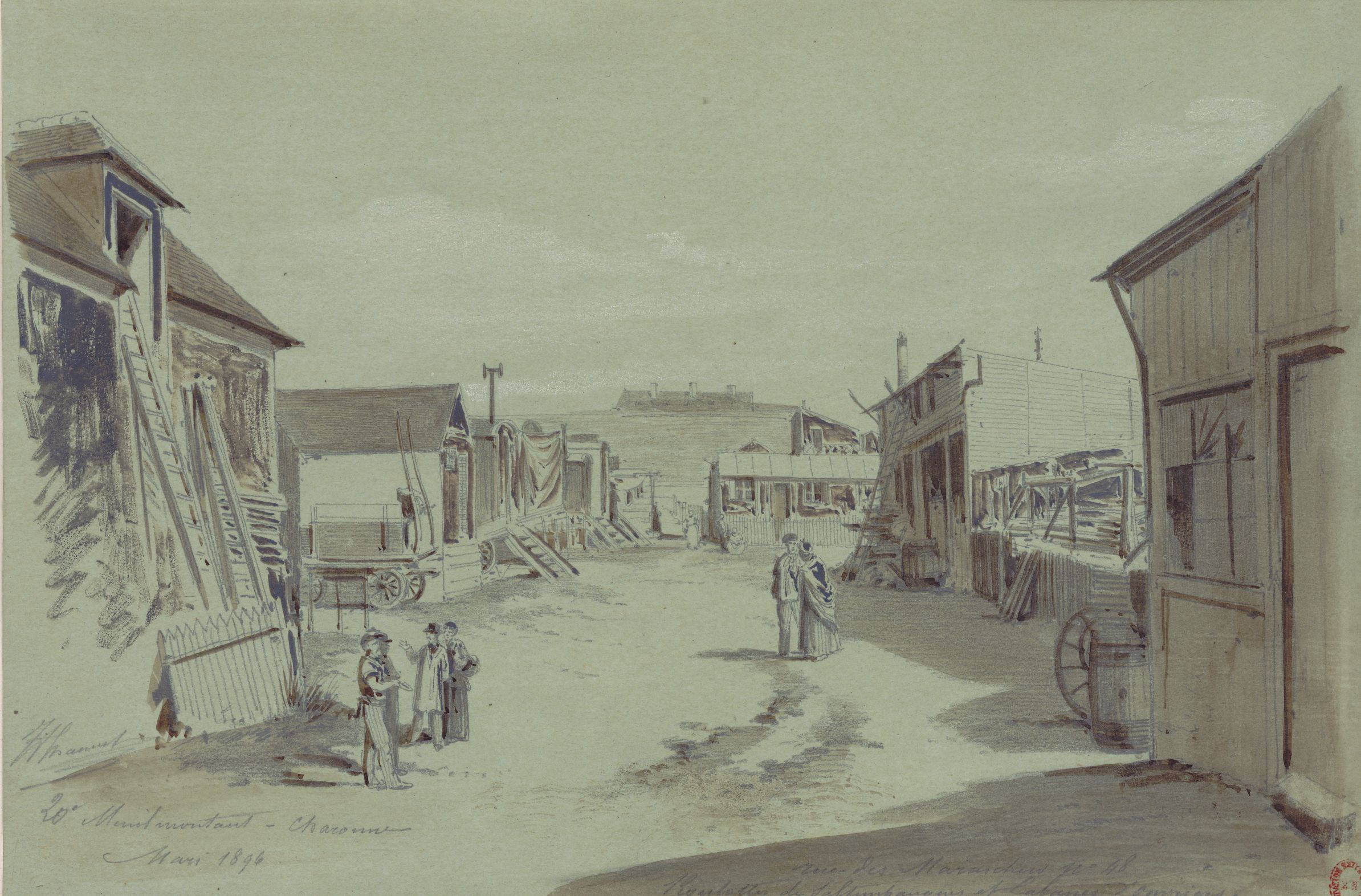
No 45 : Roulottes et cabanes en 1896 (dessin de Jules-Adolphe Chauvet).
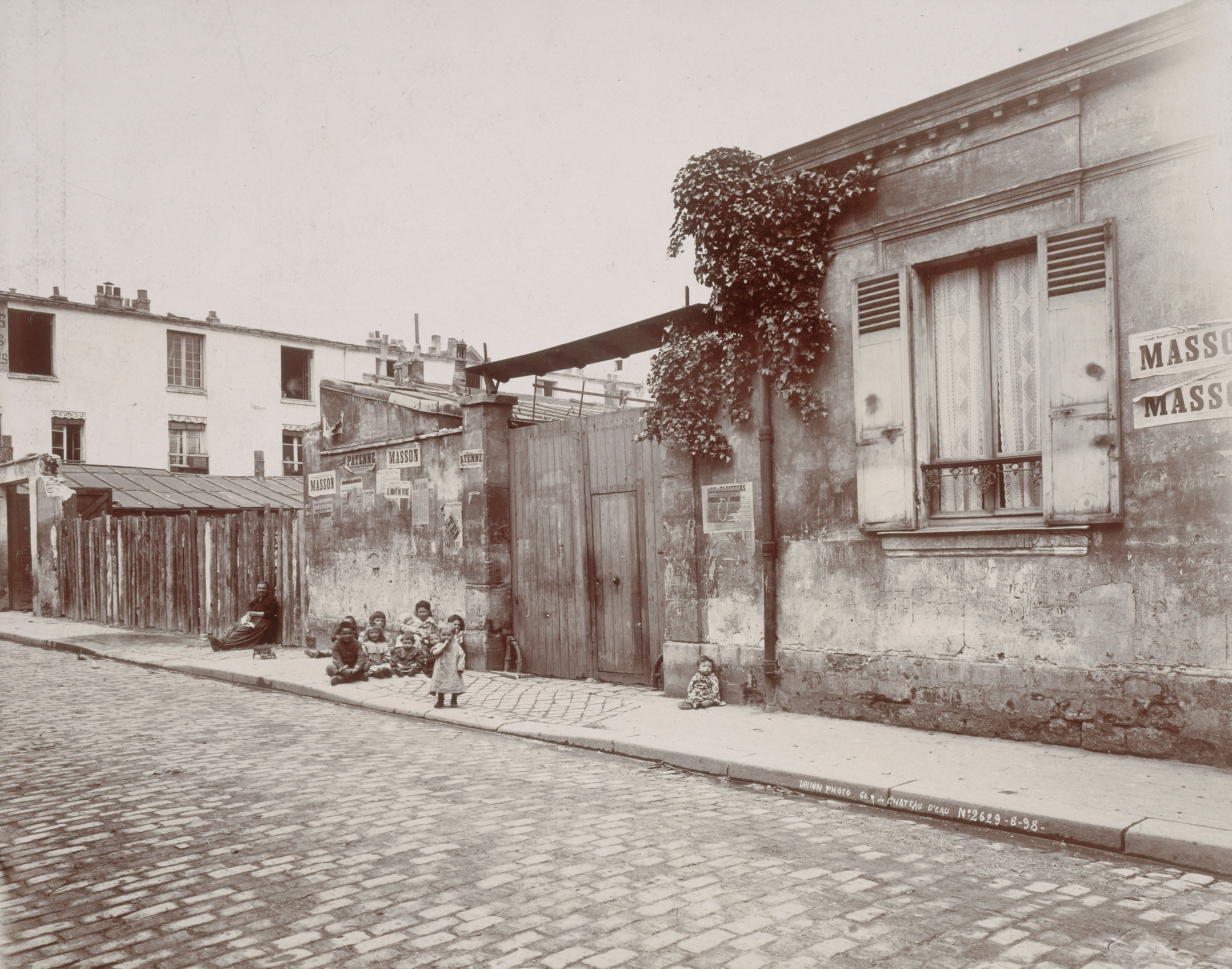
Les No 76 et 78 en 1896.

## Bâtiments remarquables et lieux de mémoire
- No 31 : plaque commémorative en l'honneur des enfants déportés de France de 1942 à 1944.